# Люневил
 Тази статия е за града във Франция.  За окръга вижте Люневил (окръг).  
Люневил (на френски: Lunéville) е град в регион Гранд Ест, североизточна Франция, административен център на окръг Люневил в департамента Мьорт е Мозел. Населението му е около 20 000 души (2013).
Разположен е на 252 m надморска височина в източния край на Парижкия басейн, при вливането на река Везуз в Мьорт и на 27 km югоизточно от центъра на Нанси. Селището възниква през X век около замък, построен за охрана на пресичането на Везуз. През XVIII век градът е седалище на херцозите на Лотарингия, известен курорт, средище на Просвещението и център на производството на фаянс и люневилската дантела.

## Известни личности
Родени в Люневил
- Елизабет Тереза Лотарингска (1711 – 1741), кралица на Сардиния
- Карл Александър Лотарингски (1712 – 1780), генерал-капитан на Нидерландия
- Леополд Клеменс Карл Лотарингски (1707 – 1723), благородник

Починали в Люневил
- Леополд (1679 – 1729), херцог на Лотарингия
- Леополд Клеменс Карл Лотарингски (1707 – 1723), благородник
- Станислав Лешчински (1677 – 1766), крал на Полша и херцог на Лотарингия
- Емили дьо Шатле (1706 – 1749), математичка и физичка